# 尾崎正義
尾﨑 正義（おざき まさよし、1932年 - ）は、長崎県諫早市の洋画家。長崎原爆の被爆体験者のひとり。自らの体験をもとに、平和絵本『ぼくは生きている』を出版。絵画作品にもその影響が反映している。　

## 略歴
- 1932年： 長崎県島原市有明町湯江に生まれる。
- 1955年： 長崎大学学芸学部中学図工科修了。
- 1957 - 1972年： 自由美術協会展入選、入賞２回・会員。
- 1966年： 朝日油絵コンクール 朝日賞。
- 1967年： 西日本新人秀作展 銅賞。
- 1970年： 画業専念のため中学校教諭退職。
- 1971 - 1972年：  パリ遊学。 サロン・ドオトンヌ入選。
- 1975年： 長崎県美術展覧会審査委員を計4回。
- 1991年： 平和絵本『ぼくは生きている』出版。
- 1993 - 2015年： 尾崎正義展を開催。
- 1994 - 2013年： 長崎新美術展で入賞1回、賞候補2回。
- 2009年： 尾崎正義展。
- 2013年11月13日 - 17日： 尾﨑正義個展（画業60年記念長崎風景展。油・水彩画約40点）
- 2014年10月22日 - 26日： 尾﨑正義個展（日本画・墨彩画 風景・花 45点）
- 2015年11月5日 - 11日： 尾﨑正義自選作品展

## 被爆体験
長崎市内の中学校へ通うため、長崎市竹之久保町に下宿していた。当時13歳、旧制中学校1年の時だった。 
1945年8月9日11時2分、長崎市田手原町の甑岩（こしきいわ）で被爆する。学徒動員による戦車断崖（戦車を崖から落とし動けなくする人口の崖）の構築作業中であった。これは、本土決戦に備え、橘湾方面から上陸し進撃してくる敵戦車を捕捉するためのものであった。 
その日の午後、下宿先の竹の久保町をめざし帰宅する。途中さまざまな被爆体験をする。下宿先も倒壊焼失したため、渕神社近くの山中で野宿する。 その後、友の死を体験し、食べ物に苦労しながら数日を過ごし、家族の疎開先の島原市有明町湯江まで列車で帰る。 
仏壇に自分の入学写真が遺影として飾ってあったのに驚く（長く帰ってこないので死んだと思われていた。）。 戦後、原爆症の症状が体にあらわれたが、現在は、画家となっている。1992年には、そのときの被爆体験を絵本にして出版した。

## 著書
- 尾崎正義『長崎平和絵本シリーズ4　ぼくは生きている』汐文社、1992年 ISBN 978-4811300269
- 尾崎正義画集 : 画業五五年の制作記録　尾崎正義 編  尾崎正義  2009年

## 参考資料
- 閃光を浴びた日 - 諫早市